# 奧利尼基 (克拉斯諾庫特西克區)
49°53′26″N 35°0′37″E / 49.89056°N 35.01028°E
奧利尼基（烏克蘭語：Олійники）是位於烏克蘭東部的村莊，由哈爾科夫州博霍杜希夫區的克拉斯諾庫特斯克市鎮負責管轄。該村始建於1850年，面積0.87平方公里，海拔高度112米，2001年人口27，人口密度每平方公里31.1人。